# Isolde Frank
Isolde Mohr Frank (Creglingen, 1936) é uma flautista, maestrina e professora teuto-brasileira de relevante atuação no estado do Rio Grande do Sul.

## Biografia
Isolde Mohr nasceu em uma família musical, e cedo foi introduzida na música através da flauta doce. Fez estudos de flauta transversal na Escola Superior de Música em Stuttgart com Hans-Ulrich Niggemann e se especializou em flauta doce. Depois de casar-se com Eberhard Frank mudou-se para Porto Alegre em 1959, sendo convidada por Bruno Kiefer para lecionar no Seminário Permanente da Secretaria Municipal de Cultura e no Seminário Livre de Música de Porto Alegre, onde atuou de 1965 a 1969. Sua atividade foi bem recebida, sendo então convidada para lecionar em cursos de extensão universitária da UFRGS, e ao ser criado o Curso de Licenciatura em Música na década de 1970, foi contratada para lecionar flauta doce no Instituto de Artes, onde permaneceria por vinte anos. Foi a fundadora do Curso Livre de Flauta Doce.
Foi colaboradora da Comissão Coordenadora de Música Sacra da Igreja Evangélica de Confissão Luterana no Brasil, uma das fundadoras do Instituto de Cultura Hispânica, e fundadora em 1966 e líder do Quarteto de Flautas de Porto Alegre, que mais tarde, incorporando o Madrigal da UFRGS de Madeleine Ruffier, se transformou no Conjunto de Câmara de Porto Alegre, voltado para a música medieval e renascentista, liderando-o até 1978, quando passou a ser coordenado por Marlene Goidanich.
Em 1975 fundou a Orquestra Infanto-Juvenil da Associação Musical Infanto-Juvenil de Porto Alegre, mantida por ex-alunos do Instituto de Artes da UFRGS, a primeira orquestra do Brasil em seu gênero, regendo-a por muitos anos, e foi uma das idealizadoras e organizou o projeto de uma escola preparatória para os candidatos à Orquestra. Convidada para implantá-lo, recusou por estar sobrecarregada de trabalho, e por divergências internas a Associação Musical logo se desligou da iniciativa, que foi encampada pela Pró-Reitoria de Extensão da UFRGS e se materializou como o Projeto Prelúdio, ativo a partir de 1982 e ainda em desenvolvimento, oferecendo uma extensa gama de atividades musicais didáticas e recitais para a comunidade. Apesar de não liderar o projeto, Isolde permaneceu ligada a ele por muitos anos, colaborando na definição de diretrizes e disponibilizando a Orquestra Infanto-Juvenil como uma escola de prática para os alunos. Segundo Nidia Kiefer, "essa parceria foi de suma importância para o Projeto Prelúdio, pois, além da participação dos alunos, havia também a dos professores do Prelúdio, que auxiliavam a regente em seu trabalho. A prática dos professores junto à orquestra da AMIJPA, ampliando seus conhecimentos, proporcionou-lhes, mais tarde, em 1990, condições de iniciar um trabalho específico com orquestras no âmbito do Prelúdio".
Preenchendo uma total lacuna de obras didáticas no estado, escreveu Método para flauta doce (1976), Pedrinho toca flauta I e II (1980 e 1982) e ABC da música (2008). Segundo Santos, Barbosa & Bujes, "o método Pedrinho toca flauta de Isolde Mohr Frank é um referencial na pedagogia de flauta doce no Brasil". Também é autora do cancioneiro Vêm, amigos, vêm cantar (2009) e de A escrita musical: uma introdução (2020). Isolde Frank é reconhecida como um dos grandes nomes da história da flauta doce no estado, e desempenhou um papel de primeiro plano na sua descoberta e legitimação na década de 1960, sendo até então pouco conhecida e desvalorizada em todo o Brasil, além de ter deixado uma sólida base didática para o estudo do instrumento na UFRGS, que desde então se tornou um dos principais polos de criação de novo repertório. Segundo Lucia Carpena, 
"Foi a professora Isolde Frank que introduziu a flauta doce na UFRGS e, com uma incrível capacidade de trabalho e inesgotável entusiasmo, formou, no curso de Licenciatura da UFRGS, muitas gerações de professores de Música que tiveram na flauta doce o seu instrumento de expressão musical e importante coadjuvante em sua prática pedagógica musical. Entre seus ex-alunos encontramos destacados professores de flauta doce no estado, como Bernhard Sidow, Eliana Vaz Huber, Mara Martini e Sigrid Wüst. Seu trabalho deu credibilidade à flauta doce, vista então quase como um 'pré-instrumento' sem possibilidades artísticas, e tornou possível que jovens desejassem fazer da flauta doce o seu instrumento de formação em nível superior".
Teve quatro filhos com Eberhard Frank, entre eles Hella Frank, destacada professora e violinista, spalla da Orquestra Theatro São Pedro e membro do Trio Elas por Elas, com Olinda Allessandrini e Inge Volkmann.